# Oradis phaeomeles
Oradis phaeomeles är en stekelart som beskrevs av Christer Hansson 2002. Oradis phaeomeles ingår i släktet Oradis och familjen finglanssteklar.
Artens utbredningsområde är Costa Rica. Inga underarter finns listade i Catalogue of Life.